# PTV Morze
PTV Morze – komercyjna naziemna stacja telewizyjna nadająca w latach 1991–1994 w Szczecinie. Była jednym z ośrodków lokalnych telewizji, nadających w ramach sieci Polonia 1. Siedziba stacji mieściła się przy Wałach Chrobrego 3. Tam też był zlokalizowany nadajnik.

## Historia
Telewizja wystartowała jako pierwsza stacja lokalna w Szczecinie 31 października 1991 roku o godzinie 16.30. Program początkowo był nadawany jedynie na kanale 48 (później także 36). Program był emitowany całą dobę, a oprócz produkcji własnych wypełniały go także programy stacji satelitarnych tłumaczone na język polski (m.in. Sky News, TV5 Monde Europe). Od 7 marca 1993 PTV Morze nadawała wspólne pasmo Polonii 1.
Główny program informacyjny Wczoraj, dziś, jutro w Szczecinie był emitowany początkowo o 18.30, a w późniejszym okresie o 7.20 (wydanie poranne trwające ok. 20 minut), 17.30 (wydanie główne trwające 30-35 minut) i około 22.00 (wydanie wieczorne trwające 30 minut), w sobotę dodatkowo pojawiały się wiadomości około 12.00.
W pierwszym procesie koncesyjnym telewizja nie otrzymała zezwolenia na emisję. Zaprzestała nadawania 29 sierpnia 1994 roku po interwencji policji i PAR w godzinach porannych. Akcja szerokim echem odbiła się w lokalnych mediach. Trzy regionalne dzienniki (Kurier Szczeciński, Głos Szczeciński i Dziennik Szczeciński) informowały o niej na swoich pierwszych stronach. Zwracały uwagę przede wszystkim na panującą dezinformację.